# أدب الهروب

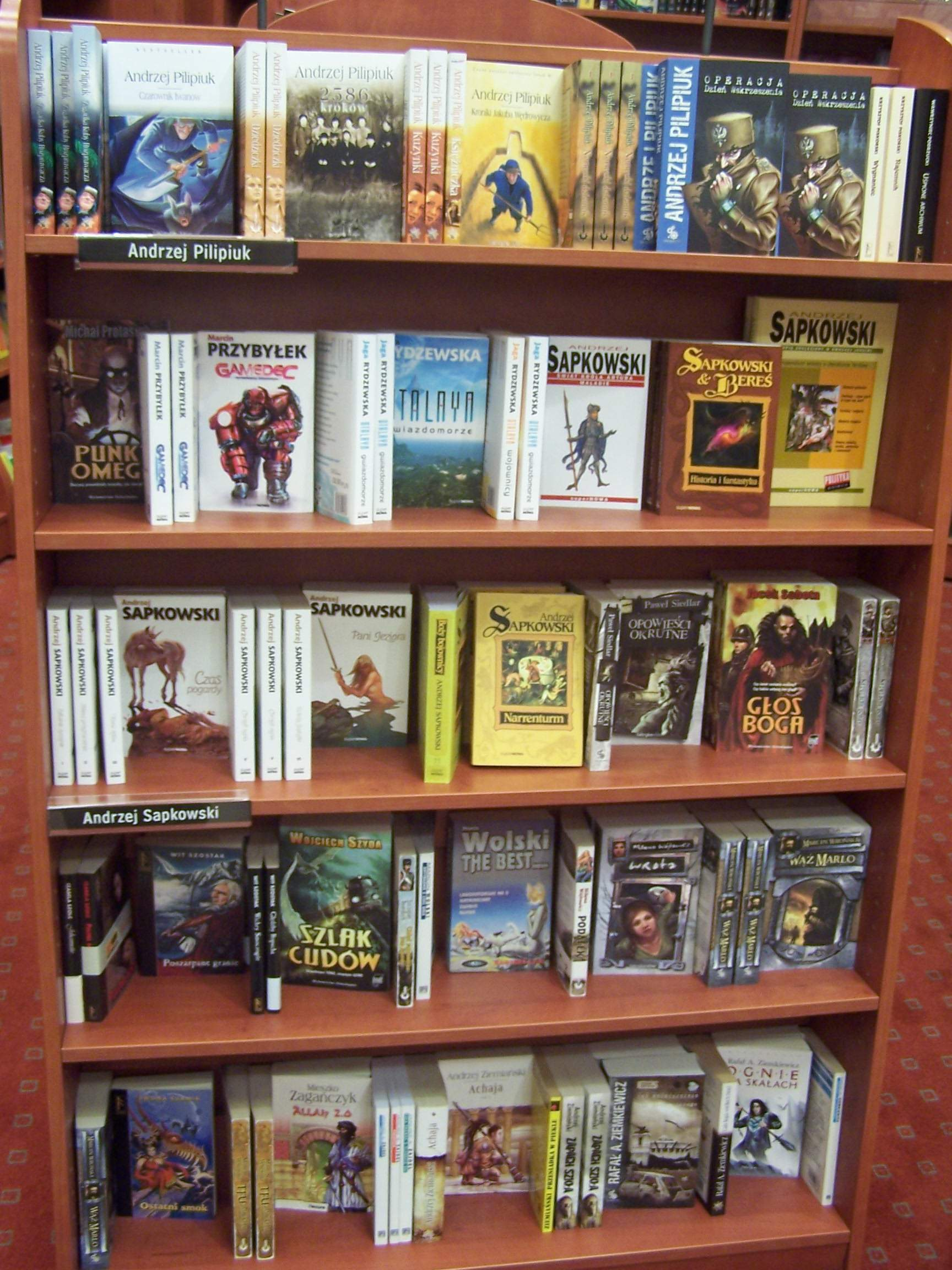
عادة ما تقوم المكتبات بعرض كتب الخيال العلمي والخيال بشكل منفصل عن قسم الخيال العام أو الأدبي. كاتوفيتشي، بولندا.

يوفر أدب الهروب مهربا للقارئ من عشوائية وتخبط العالم المادي عبر خلق عالم جديد وعادة ما يقدم الكاتب في أدب الهروب نظامًا منطقيا وحلولًا لمشاكل العالم المادي عبر وسيلته الأدبية. يشجع هذا النوع من الأدب تسيير التفكير؛ أي أنه يشجع المشاركة الوجدانية للقارئ، في حين أن للعالم الواقعي واقعًا مرًا من الحروب، الأمراض، المشاكل العائلية، الجرائم، مشاكل العقار والوفيات... إلخ، فإن العالم في أدب الهروب غالبا ما يكون متناقضًا مع كل ذلك. يتضمن أدب الهروب تصنيفات متنوعة ويعد أي عمل أدبي، يغمر القارئ في عالمٍ خاص يختلف عن عالمه الحقيقي عملًا مندرجًا تحت تصنيف أدب الهروب. يهدف هذا النوع من الأدب إلى تقديم ترفيه خيالي للقرّاء بدلا من التعامل القضايا المعاصرة واستثارة الأفكار الجدية والنقدية بحيث يفصل القارئ عن العالم الحقيقي. 
عُرف عن الفنون والأدب على وجه الخصوص، من سالف العصور قدرتها على صرف تفكير القراء عن الواقع الصعب. أثناء فترة الكساد العظيم اتجه القراء إلى أدب الهروب لما يرون فيه من مأوى عقلي لهؤلاء القراء من الركود الاقتصادي في تلك الفترة. استخدم الناس أدب الهروب والكتب الروائية وسيلةً مؤقتة للهروب النفسي من واقعهم إلى واقعٍ خيالي؛ نظرًا لسهولته ويسره.
إن وصف عملٍ أدبي على أنه "أدب هروب" يعد تقليلا من قيمة العمل وفي حقيقة الأمر عندما يدافع الناس الأعمال الموصوفة بأدب الهروب فإنهم إما ينفون عنها الهروب على سبيل المثال: قولهم أن الجوانب الساخرة في روايات الخيال العلمي ترتبط بالعالم الواقعي أو أنهم يدافعون عن مفهوم الهروب بحد ذاته وليس أدب الهروب، مثل ما فعل ج.أر.أر تولكين في عمله "عن قصص الجنيات"، بالإضافة إلى اقتباس من مقالة "عن الخيال العلمي" للكاتب سي.إس.لويس لسؤال تم توجيهه إلى ج.أر.أر تولكين حول هوية الأشخاص الأكثر عداءً لفكرة الهروب؛ حيث كانت الإجابة: السجانين.
ومن التصنيفات قد تحتوي على عنصر من أدب الهروب:
- الروايات الرومانسية
- روايات التحقيق والجريمة
- أدب الخيال (الفانتازيا)
- أدب الرعب
- الأدب الرخيص (اللب)
- أدب الخيال العلمي
- روايات الجواسيس
- روايات الإثارة

## الخصائص
إن استخدام الأفراد اشكالًا مختلفة من الوسائط مثل الروايات للهروب من قيود الحياة اليومية واستيائهم يعد مفهوما "لأدب الهروب" ومن هذا المنطلق تبرز حجة بعض الأشخاص بقولهم أن معظم الأدب وضع لهذه الغاية "الهروب" وكذا فإن ثلة القُراء يقرؤون لهذا الغرض "الهروب". 
جي.أر.أر تولكين هو عالم لغويات وأحد أهم الشخصيات في عالم أدب الهروب وكاتب "ملك الخواتم" الذي يعد من أشهر الأمثلة على أدب الهروب، كُتب هذا الكتاب لإيضاح معنى مقالته "عن قصص الجنيات"؛ حيث أقر أن قصص الجنيات كانت نوعا من الهروب مبينًا اعتقاده بأن الناس يجب أن يمنحوا مهربًا من عالم الصناعات والأسلحة النارية والمتفجرات، حتى وإن كان أدب الهروب لا يحصر بالضرورة على قصص الجنيات ولكن هذه القصص تشكل مثالا واضحا على هذا النوع من الأدب وهي بالنسبة للبعض تعد من أكثر أشكاله إثارةً للجدل. تندرج العديد من الكتب الرائجة تحت تصنيف أدب الهروب مثل سلسلة هاري بوتر للكاتبة ج. ك رولينغ، سجلات نارينا للكاتب س،إس لويس، العاب الجوع للكاتبة سوزان كولينز، ورواية ملك الخواتم لتولكين، تتيح هذه الروايات للقارئ الهرب إلى عالم خيالي يختلف عن عالمه الخاص ويمكن القول أن هذه الروايات وما يشابهها تسهم في رفع الاعتقاد السلبي عن أدب الهروب حيث يمكن أن تكون بمثابة بوصلة أخلاقية للقّراء أو مدرسة يتعلم منها القارئ دروسه، يمكن النظر إليها كوسيلة للتغلب على المخاوف ونقاط الضعف لدى الفرد، بالإضافة إلى أنها تمثل حاجة الإنسان إلى الهروب. يعكس العالم الثانوي أو العالم الخيالي واقع القراء، حيث لن يلقى الكتاب نجاحًا أو يحوز رضًا ما لم يتمكن القراء من تخيله واقعًا مألوفًا. يستخدم أدب الهروب أساليب السرد التي تغمر القراء وتحثهم على الابتعاد عن عالمهم ومجتمعهم سعيًا لجعل القراء ينغمسون في عمليات تأملية وبحثية تحفزهم على الاستقصاء وتحدي الواقع الثقافي والاجتماعي من حولهم. يعد استخدام الأساليب التي تشجع القراء على الدخول لعالم جديد مع تحفيز التفكير النقدي والتحليلي للمعتقدات الاجتماعية المعاصرة، والهوية، السلطة، البيئة، البنية الاجتماعية، السياسة...الخ. 

## المنشأ والأصول
خلال فترة الكساد العظيم في ثلاثينيات القرن المنصرم، بدأ الناس يلجؤون إلى أدب الهروب لما يمنحهم من فرصة للهروب عقليا من معدلات البطالة المقلقة وانخفاض الاقتصاد العام أثناء تلك الفترة، وعلى الرغم من الانهيار الاقتصادي الذي حدث خلال الكساد العظيم في تلك الفترة إلا أن الناس حصلوا على فرصة للترفيه، حيث لعبت الثقافة الشعبية بما تحمله من ترفيه ومتع دورا هاما في الحفاظ على رفاهية الناس خلال هذه الفترة الصعبة، سمحت قراءة تصنيفات مثل أدب الهروب للناس بالهروب من مشاعر الشك والقلق وفقدان الثقة بالنفس الحاصلة بسبب فترة الكساد العظيم. ازدهرت الثقافة الشعبية وتحديدًا أدب الهروب وتطورت خلال الثلاثينيات على النقيض من الصناعات الأخرى ونظرًا للبطالة الحاصلة بتلك الفترة أصبح الناس يعانون من أوقات الفراغ؛ لذلك توجهوا لملئ وقت فراغهم والهروب من الواقع المظلم الذي واجهوه. لم تشر معظم الموروث الثقافي الشعبي والأعمال الأدبية في الفترة ما بين 1929 إلى 1941 إلى واقع الكساد كموضوع، هذا يدعم فكرة أن الثقافة الشعبية والأعمال الأدبية كانت تستخدم بشكل كبير كوسيلة للهروب من الظروف المعيشية الصعبة التي كانت تتميز بها تلك الفترة، بدأ الناس في الخمسينيات والستينيات بالنظر في موضوع الهروب من منظور اجتماعي وسياسي حيث تم تحليل الروابط بين حاجة الناس إلى الهروب واضطرابات المجتمع. شاعت القراءة في تصنيف أدب الهروب خلال فترة الكساد الكبير وكان للقراء ممن يبحثون عن أدب الهروب مجموعة واسعة من المواد الأدبية للاختيار منها مثل القصص الرخيصة (البولبية) وأعمدة الرسوم (الكوميكس) ومجلات الرسوم (الكوميكس) والروايات وغيرها...الخ.
يعود أصل تسمية أدب الهروب بهذا الاسم إلى الثلاثينيات من القرن العشرين، حيث أبصرت كلمة "الهروب" "escape" باللغة الإنجليزية النور في الثلاثينيات وشاع استخدامها بسرعة. تعرض مصطلح "الهروب" في الأربعينات والخمسينات لانتقادات أدبية كبيرة. ظهر مفهوم "الهروب" في الستينات والسبعينات في الأدب كوسيلة للتعامل مع الوجود غير المثالي حيث يمكن القارئ من الهروب مؤقتًا من الواقع. إن فكرة أدب الهروب وما يهدف إليه هي محو الاختلاف وتحرير القراء من تعقيدات ومسؤوليات الفترة التاريخية المحددة. 

## المعتقدات والأفكار
يعد أدب الخيال بطبيعته أدب للهروب حيث يخلق عالمًا آخر يهرب فيه القارئ والبطل من محيطهم المألوف ويدخلون بيئة جديدة ومختلفة، إذ يقوم أدب الهروب بخلق هذه العوالم البديلة والخيالية للهروب من الظروف الاجتماعية والسياسية والاقتصادية الفورية للعالم الحقيقي. يكون العالم الثانوي الذي تم إنشاؤه في أدب الهروب يتشابه تماما مع العالم الأساسي، فهذا العالم الثانوي وسيلة لفهم ومواجهة الأمور التي نرغب في الهروب منها في عالمنا الأساسي ولن يكون هذا العالم الثانوي ناجحًا إذا لم ينظر له القرّاء كعالم منطقي، حقيقي، ومتصل بعالمهم الخاص. يسمح أدب الهروب وبشكل خاص أدب الخيال بالانفصال عن عالمنا؛ حيث يتحرر من قيود العادات والحياة اليومية، في غالب الأمر يكون أدب التهرب استعاريًا ويستخدم ملامح العالم بطرق متنوعة للتعبير عن الحياة الحديثة، غالبًا ما يسعى أدب الهروب إلى استكشاف عنصر أعمق في وجود الإنسان وهدفه؛ حيث يميل الأدب التهرب إلى مواجهة قضايا معاصرة ولا سيما القضايا الأخلاقية والسياسية من خلال رحلة أخلاقية يقوم بها القارئ حيث يمكنه تعلم دروس حياتية مهمة في العالم الخيالي، يمكن أن يقدم أدب الهروب للقرّاء عملا أدبيًا غنيًا يتعامل مع قضايا الإنسانية العالمية، خصوصًا مسائل تجارب الطفولة والمراهقة. يعمل كتّاب أدب الهروب ببناء عوالم بديلة من أجل التعليق على عالمنا ضمنًا بالاختلافات وصراحةً بالتشابهات، يعد التعليق على العالم الحقيقي واستكشاف الخلافات والمشكلات الأخلاقية والاجتماعية والسياسية والفلسفية التي توجد فيه هدف أدب الهروب الأساسي ويكون ذلك من خلال مواجهة قضايا معاصرة، يهدف كتّاب الأدب التهرب إلى تغيير وجهات النظر التقليدية وكشف رؤية أخلاقية، هذا النوع من أنواع الأدب يتطلب مستوى كبيرًا من الانغماس في عالم النص كما يحمل أدب التهرب إمكانية تأثير كبيرة على القرّاء.

## الابحاث والانتقادات
ارتبطت العديد من الدلالات السلبية بأدب الهروب، حيث صنف بعض النقاد والأكاديميين الأوروبيين خيال الهروب وما يندرج تحته من التصنيفات الأدبية مثل الخيال العلمي والإثارة والغموض وغيرها من الأعمال على أنها أعمال أدبية فرعية لا ترقى لأن تكون أدبًا حقيقًا. تحجج النقاد الأوائل بأن أدب الهروب يعد نوعًا من الأدب المضلل الذي يضلل القراء عن حقيقة الواقع القاسية، حيث كان الترفيه والأدب في الأزمنة الأولى يعاملان أدب الهروب على أنه ظاهرة دونية المستوى استنادًا على الافتراض بأن عوامل الاغتراب والحرمان والقيود في حياة الطبقة السفلى هي ما تسبب رغبة هؤلاء الأفراد المحرومين في الهروب. يرى هؤلاء النقاد أن أدب الهروب بشكل عام سطحي وبسيط وأن قيمته لا تكاد تجعله سوى مصدر للترفيه فقط، بينما يرى بعض النقاد الأدبيين أن أدب الهروب أدب تافه ويرفضون الاعتراف به كنوع أدبي، بحجة أن أدب الهروب يكاد يكون بلا قيمة في التنشئة الاجتماعية للمراهقين.
من ناحية أخرى يحترم بعض النقاد أدب الهروب ويصفونه بأنه يتمتع بعمق موضوعي وتعقيد فكري يُعجب القرّاء ويكون له تأثير عليهم، نافين الدلالات السلبية المرتبطة بهذا النوع من الأدب وحجتهم في ذلك أن أدب الهروب يتمتع بالقدرة على توجيه قرّائه ليكونوا حذرين تجاه الافتراضات التعليمية والفكرية المحتملة من خلال تشجيع القرّاء على "الهروب"، يعتقد الذين يدعمون أدب الهرب ويقرون به كنوع أدبي أن له قيمة إنشائية للمراهقين تسهم في نموهم وبالتالي يمكن أن يقدم قيمة إنشائية مماثلة للقرّاء. كانت ومازلت الأعمال الأدبية تحت فئة أدب التهرب توضع جنبًا إلى جنب مع قرائها في مكانة متدنية ووضيعة؛ لذا يعتبر أدب الهروب أدبًا مستبعدًا عن أي تقديرٍ ونقد أدبي. غالبا ما تكون وجهات النظر الفكرية التي يقدمها أدب التهرب ضمنية، أي أن الاسقاطات في أدب الهروب تعتمد وتتشكل بناءً على البنيات الثقافية والاجتماعية المقبولة.

## الأمثلة
معظم الفئات المندرجة تحت الأدب الشعبي تصنف ضمن أدب هروب، بما في ذلك الروايات الرومانسية وروايات الغموض وروايات الخيال وأدب الرعب والخيال العلمي والأدب الرخيص (اللب) والاثارة. ويمكن تصنيف كتّاب الأدب الشعبي مثل أجاثا كريستي وإنيد بلايتون وباربارا كارتلاند وستيفن كينغ، وج. ك. رولينج، وج.آر.آر تولكين ودانييل ستيل ككتّاب لأدب الهروب.

### الخصائص الشائعة، الأساليب، والمميزات
من أشهر الأمثلة الكتابية المعترف بها في أدب الهروب هي رواية تولكين "ملك الخواتم". هذا العمل من أدب الهروب يصف شخصياتٍ في عالمٍ خيالي تمامًا، مع تاريخه ولغاته الخاصة. يبحث تولكين  في هذا العمل مواضيع الصواب والخطأ ويؤكد على أهمية صفة الشجاعة وإن كانت في المواقف البسيطة. وهذه هي المواضيع البارزة في معظم أدب الهروب. 
يهدف أدب الهروب إلى خلق عالم بديل يمكن للقارئ الإيمان به والتفاعل معه، حيث يعاني سكان هذا العالم من المشكلات التي قد تواجه القارئ. يشتمل أدب الهروب على عناصر من الواقع وتطوير الذات والحقائق الثابتة ويبحث موضوعات الأخلاق والقيم في إطار ترفيهي. إن الحاجة إلى الهروب حاجة متأصلة في الإنسان تساعد في الحفاظ على السلامة العقلية له وأدب الهروب يتيح للقراء نافذة لتعلم دروسٍ تاريخية وفطرية كما يمكن أن يكون أدب الهروب تمثيلا لما يجب أن يكون عليه العالم الواقعي؛ مما يشجع القارئ على فهم المشاكل والتحديات الأساسية للعالم الحقيقي في إطار عالم بديل.
يحتوي أدب الهروب باعتباره نوعا أدبيًا متعدد الجوانب، على عمق موضوعي وأفكار معقدة تهدف إلى إقناع القارئ بإعادة النظر في وجهات نظره حول العالم. يستخدم أدب الهروب أساليب تسعى إلى تعزيز تفاعل القارئ وتحقيق "الهروب" من خلال استخدام السرد المركز على الشخصيات بشكل كبير، يشيع أيضا استخدام صيغة المضارع حيث يدعو هذا الأسلوب القراء إلى التفاعل المباشر مع الشخصيات والقصة والمكان. يعتبر السرد أحد أهم صفات أدب الهروب لضرورته في تحقيق أقصى قدر من التفاعل للقراء وعلى هذا النحو فإن انتقال القراء إلى عالم آخر يؤثر على التفاعل الفكري والتحليلي. 

## فئات ذات صلة
- الخيال
- أدب الخوارق
- الهروبية
- أدب العوالم المثالية والعوالم المظلمة
- الأدب التأملي
- أفلام الأبطال الخارقين
- أدب الخيال العلمي
- أدب الرعب